# Holly (Colorado)
Holly es un pueblo ubicado en el condado de Prowers en el estado estadounidense de Colorado. En el Censo de 2010 tenía una población de 802 habitantes y una densidad poblacional de 415,64 personas por km².

## Geografía
Holly se encuentra ubicado en las coordenadas 38°3′20″N 102°7′29″O / 38.05556, -102.12472. Según la Oficina del Censo de los Estados Unidos, Holly tiene una superficie total de 1.93 km², de la cual 1.93 km² corresponden a tierra firme y (0.13%) 0 km² es agua.

## Demografía
Según el censo de 2010, había 802 personas residiendo en Holly. La densidad de población era de 415,64 hab./km². De los 802 habitantes, Holly estaba compuesto por el 75.44% blancos, el 0% eran afroamericanos, el 0.87% eran amerindios, el 0.5% eran asiáticos, el 0% eran isleños del Pacífico, el 21.57% eran de otras razas y el 1.62% pertenecían a dos o más razas. Del total de la población el 36.28% eran hispanos o latinos de cualquier raza.